# Puntate di Techetechete' (settima stagione)
La settima stagione del programma televisivo italiano di videoframmenti Techetechete', denominata Il meglio della TV e composta da 93 puntate, è andata in onda in access prime time su Rai 1 dall'8 giugno al 23 settembre 2017.

## Caratteristiche
La settima stagione del programma non si discosta molto dalla versione estiva dell'anno precedente, se non che i personaggi a cui sono dedicate le varie puntate passano da quattro a tre (a volte anche due).

## Puntate
| Puntata | Messa in onda | Titolo                                            | Note | Personaggio/i o spezzone/i richiesto/i | Telespettatori | Share  | Fonte  |
| ------- | ------------- | ------------------------------------------------- | --- | -------------------------------------- | -------------- | ------ | ------ |
| 1       | 8 giugno      | —                                                 | Puntata dedicata a Ivan Graziani, Giorgio Panariello e Alice                                                  | Raffaella Carrà                        | 3.382.000      | 15,32% | [ 1 ]  |
| 2       | 9 giugno      | —                                                 | Puntata dedicata a Paolo Poli, Enrico Brignano ed Edoardo Bennato                                             | Mario Biondi                           | 3.122.000      | 15,51% | [ 2 ]  |
| 3       | 12 giugno     | —                                                 | Puntata dedicata a Claudio Villa, Laura Pausini e Teo Teocoli                                                 | Mia Martini                            | 3.728.000      | 17,05% | [ 3 ]  |
| 4       | 13 giugno     | —                                                 | Puntata dedicata a Luciana Turina, Claudio Lippi e Gigliola Cinquetti                                         | Tony Del Monaco                        | 4.006.000      | 19,12% | [ 4 ]  |
| 5       | 14 giugno     | Andiamo a ballare                                 | Puntata dedicata alla discomusic                                                                              | Gloria Gaynor                          | 3.962.000      | 18,30% | [ 5 ]  |
| 6       | 15 giugno     | —                                                 | Puntata dedicata a Diego Abatantuono, i Matia Bazar e Rocky Roberts                                           | Al Bano                                | 3.453.000      | 16,85% | [ 6 ]  |
| 7       | 16 giugno     | Le canzoni di Lucio                               | Puntata dedicata a Lucio Battisti e Mogol                                                                     | N.D.                                   | 3.650.000      | 19,24% | [ 7 ]  |
| 8       | 17 giugno     | —                                                 | Puntata dedicata a Roberto Benigni, Rino Gaetano e Stefania Rotolo                                            | Mia Martini e Gino Paoli               | 3.517.000      | 20,97% | [ 8 ]  |
| 9       | 19 giugno     | —                                                 | Puntata dedicata a Bice Valori, Jovanotti e Renato Carosone                                                   | Al Bano e Romina Power                 | 3.510.000      | 16,42% | [ 9 ]  |
| 10      | 20 giugno     | —                                                 | Puntata dedicata a Corrado Guzzanti, Ombretta Colli e Miguel Bosé                                             | Bruno Lauzi                            | 3.471.000      | 16,72% | [ 10 ] |
| 11      | 21 giugno     | —                                                 | Puntata dedicata a Walter Chiari, Mino Reitano ed Elio e le Storie Tese                                       | Pooh                                   | 3.331.000      | 16,64% | [ 11 ] |
| 12      | 22 giugno     | —                                                 | Puntata dedicata a Little Tony e Bobby Solo                                                                   | Massimo Ranieri                        | 3.836.000      | 18,75% | [ 12 ] |
| 13      | 23 giugno     | —                                                 | Puntata dedicata a Sandra Mondaini, Raimondo Vianello e i Ricchi e Poveri                                     | Area                                   | 3.634.000      | 19,88% | [ 13 ] |
| 14      | 25 giugno     | Caro Renzo                                        | Puntata dedicata a Renzo Arbore, in occasione del suo ottantesimo compleanno                                  | N.D.                                   | 3.817.000      | 21,35% | [ 14 ] |
| 15      | 26 giugno     | Vasco è rock                                      | Puntata dedicata a Vasco Rossi, in attesa del concerto-evento Vasco Modena Park                               | N.D.                                   | 3.792.000      | 17,95% | [ 15 ] |
| 16      | 28 giugno     | Paolo Limiti - Un uomo di grande sensibilità      | Puntata dedicata a Paolo Limiti, in seguito alla sua morte                                                    | N.D.                                   | 3.962.000      | 18,36% | [ 16 ] |
| 17      | 29 giugno     | —                                                 | Puntata dedicata a Pippo Franco, Mal e Anna Tatangelo                                                         | Bruno Martino                          | 3.590.000      | 17,74% | [ 17 ] |
| 18      | 30 giugno     | —                                                 | Puntata dedicata a Peppino di Capri, Nino Frassica e i Righeira                                               | Alberto Sordi e Raffaella Carrà        | 3.589.000      | 18,55% | [ 18 ] |
| 19      | 2 luglio      | Ridi Ridi                                         | Puntata dedicata a barzellette e canzoni divertenti                                                           | Gigi Sabani                            | 3.272.000      | 18,18% | [ 19 ] |
| 20      | 3 luglio      | Ciao Paolo - Artista della comicità e dell'ironia | Puntata dedicata a Paolo Villaggio, in seguito alla sua morte                                                 | N.D.                                   | 3.933.000      | 18,83% | [ 20 ] |
| 21      | 4 luglio      | —                                                 | Puntata dedicata a Carlo Verdone, l'Equipe 84 e Malika Ayane                                                  | Raffaella Carrà                        | 3.820.000      | 19,63% | [ 21 ] |
| 22      | 5 luglio      | —                                                 | Puntata dedicata a Renato Rascel, Fiorella Mannoia e Ron                                                      | Franco Battiato                        | 3.718.000      | 19,16% | [ 22 ] |
| 23      | 6 luglio      | —                                                 | Puntata dedicata a Virginia Raffaele, Umberto Tozzi e Michele Zarrillo                                        | Culture Club                           | 3.635.000      | 19,76% | [ 23 ] |
| 24      | 7 luglio      | —                                                 | Puntata dedicata al Quartetto Cetra, Gabriele Cirilli e Simone Cristicchi                                     | Don Backy                              | 3.083.000      | 16,97% | [ 24 ] |
| 25      | 8 luglio      | —                                                 | Puntata dedicata a Aldo Fabrizi, Tiziano Ferro e Fred Bongusto                                                | Jovanotti                              | 2.938.000      | 20,31% | [ 25 ] |
| 26      | 9 luglio      | Balla Balla                                       | Puntata dedicata al mondo del ballo                                                                           | Los Locos                              | 3.284.000      | 19,96% | [ 26 ] |
| 27      | 10 luglio     | —                                                 | Puntata dedicata a Orietta Berti, Daniele Formica e Iva Zanicchi                                              | Rodolfo Banchelli                      | 3.801.000      | 18,48% | [ 27 ] |
| 28      | 11 luglio     | —                                                 | Puntata dedicata a Raimondo Vianello, Amanda Lear e Marco Mengoni                                             | Raffaella Carrà                        | 3.254.000      | 17,21% | [ 28 ] |
| 29      | 12 luglio     | —                                                 | Puntata dedicata a Ivano Fossati, Mariella Nava e Lando Buzzanca                                              | Riccardo Cocciante                     | 3.083.000      | 16,79% | [ 29 ] |
| 30      | 13 luglio     | —                                                 | Puntata dedicata a Marcella Bella, Cristiano Malgioglio e Rosanna Fratello                                    | Marco Armani                           | 3.571.000      | 20,24% | [ 30 ] |
| 31      | 14 luglio     | Tele...ricordi?                                   | Puntata dedicata alle canzoni dimenticate                                                                     | Massimo Ranieri                        | 3.471.000      | 20,72% | [ 31 ] |
| 32      | 15 luglio     | Heather e Lorella - Gran Varietà                  | Puntata dedicata a Heather Parisi e Lorella Cuccarini (replica)                                               | N.D.                                   | 2.994.000      | 21,01% | [ 32 ] |
| 33      | 16 luglio     | Pravo & Oxa - Fascino e Seduzione                 | Puntata dedicata a Patty Pravo e Anna Oxa                                                                     | N.D.                                   | 3.228.000      | 19,05% | [ 33 ] |
| 34      | 17 luglio     | —                                                 | Puntata dedicata a Pupo, Rodolfo Laganà, Paola Tiziana Cruciani ed Edoardo Vianello                           | Sigla di Un colpo di fortuna           | 3.838.000      | 18,42% | [ 34 ] |
| 35      | 18 luglio     | —                                                 | Puntata dedicata a Ric e Gian, Loredana Bertè e Gigi D'Alessio                                                | Marcella Bella                         | 3.531.000      | 17,97% | [ 35 ] |
| 36      | 19 luglio     | —                                                 | Puntata dedicata a Charles Aznavour, Gino Bramieri e gli Stadio                                               | Don Backy                              | 4.064.000      | 21,23% | [ 36 ] |
| 37      | 20 luglio     | —                                                 | Puntata dedicata a Emanuela Aureli, Enzo Jannacci e Irene Grandi                                              | Heather Parisi                         | 3.797.000      | 19,83% | [ 37 ] |
| 38      | 21 luglio     | —                                                 | Puntata dedicata a Daniela Goggi, Tiberio Timperi e Rettore                                                   | Sigla di Aggiungi un posto a tavola    | 3.250.000      | 18,51% | [ 38 ] |
| 39      | 22 luglio     | Due di tutto                                      | Puntata dedicata alle coppie musicali ed artistiche                                                           | Tino Scotti e Mina                     | 3.050.000      | 22,02% | [ 39 ] |
| 40      | 23 luglio     | Massimo Ranieri - Anema e core                    | Puntata dedicata a Massimo Ranieri                                                                            | N.D.                                   | 3.428.000      | 21,55% | [ 40 ] |
| 41      | 24 luglio     | —                                                 | Puntata dedicata a Minnie Minoprio, Sergio Endrigo e Max Tortora                                              | Franco Califano                        | 4.074.000      | 19,55% | [ 41 ] |
| 42      | 25 luglio     | —                                                 | Puntata dedicata a Paola Cortellesi, Francesco Renga e Isabella Biagini                                       | Renato Carosone                        | 3.895.000      | 19,93% | [ 42 ] |
| 43      | 26 luglio     | —                                                 | Puntata dedicata alle Gemelle Kessler, Elisabetta Viviani e Scialpi                                           | Loretta e Daniela Goggi                | 3.847.000      | 19,81% | [ 43 ] |
| 44      | 27 luglio     | —                                                 | Puntata dedicata a Cochi e Renato, Milva ed Eros Ramazzotti                                                   | Mina                                   | 3.823.000      | 20,46% | [ 44 ] |
| 45      | 28 luglio     | Ridi Ridi... 2                                    | Puntata dedicata alle barzellette e alle canzoni divertenti                                                   | Sigla di Quelli della notte            | 3.607.000      | 20,36% | [ 45 ] |
| 46      | 29 luglio     | Complessi d'amore                                 | Puntata dedicata ai gruppi musicali (replica)                                                                 | N.D.                                   | 3.331.000      | 22,18% | [ 46 ] |
| 47      | 30 luglio     | Anna Marchesini, sei sempre con noi               | Puntata dedicata ad Anna Marchesini, in occasione del primo anniversario dalla morte                          | N.D.                                   | 3.581.000      | 22,00% | [ 47 ] |
| 48      | 31 luglio     | —                                                 | Puntata dedicata a Sabina e Caterina Guzzanti, Alex Britti e Giusy Ferreri                                    | Alice                                  | 3.333.000      | 17,74% | [ 48 ] |
| 49      | 1º agosto     | —                                                 | Puntata dedicata a Giorgio Gaber, Max Giusti e Nino D'Angelo                                                  | Eugenio Finardi                        | 3.384.000      | 18,94% | [ 49 ] |
| 50      | 2 agosto      | —                                                 | Puntata dedicata a Nino Manfredi, Paolo Villaggio e i Camaleonti                                              | Dionne Warwick e Fiorello              | 3.475.000      | 19,46% | [ 50 ] |
| 51      | 3 agosto      | Nomi di donna                                     | Puntata dedicata ai nomi di donna presenti nei titoli delle canzoni                                           | Mina                                   | 3.451.000      | 19,21% | [ 51 ] |
| 52      | 4 agosto      | —                                                 | Puntata dedicata a Francesco De Gregori, Renato Zero, Paolo Panelli ed Enrico Brignano                        | Stefania Rotolo                        | 3.092.000      | 19,28% | [ 52 ] |
| 53      | 5 agosto      | —                                                 | Puntata dedicata a Renato Rascel, Zucchero Fornaciari, Antonio Albanese e Walter Chiari                       | Matia Bazar                            | 2.986.000      | 20,98% | [ 53 ] |
| 54      | 6 agosto      | Gianni Morandi Forever                            | Puntata dedicata a Gianni Morandi (replica)                                                                   | N.D.                                   | 3.448.000      | 21,60% | [ 54 ] |
| 55      | 7 agosto      | Domenico Modugno - Tu sì 'na cosa grande          | Puntata dedicata a Domenico Modugno (replica)                                                                 | N.D.                                   | 3.505.000      | 20,17% | [ 55 ] |
| 56      | 8 agosto      | Il cinema                                         | Puntata dedicata al cinema (replica)                                                                          | Vincenzo Crocitti                      | 3.316.000      | 18,80% | [ 56 ] |
| 57      | 9 agosto      | —                                                 | Puntata dedicata a Pippo Franco, Lucio Dalla, Elisa e Il Volo (replica)                                       | Stefania Rotolo                        | 3.305.000      | 19.33% | [ 57 ] |
| 58      | 10 agosto     | —                                                 | Puntata dedicata a Gigi Proietti, Bice Valori, Nek e Claudio Baglioni (replica)                               | Maurizio Battista                      | 3.054.000      | 18,57% | [ 58 ] |
| 59      | 11 agosto     | —                                                 | Puntata dedicata a Mina, Antonello Venditti, Corrado Guzzanti e Gianfranco Funari (replica)                   | Franco Califano                        | 3.306.000      | 19,62% | [ 59 ] |
| 60      | 12 agosto     | —                                                 | Puntata dedicata a Amedeo Minghi, Mietta e Mariangela Melato                                                  | Rita Pavone                            | 2.968.000      | 19,92% | [ 60 ] |
| 61      | 14 agosto     | —                                                 | Puntata dedicata ai tormentoni estivi (replica)                                                               | Dik Dik                                | 3.625.000      | 23,57% | [ 61 ] |
| 62      | 15 agosto     | Ferragosto... sulla neve                          | Puntata dedicata alle canzoni e agli sketch riguardanti l'inverno                                             | Raoul Casadei                          | 2.798.000      | 20,13% | [ 62 ] |
| 63      | 16 agosto     | —                                                 | Puntata dedicata a Sandra Mondaini, Raimondo Vianello, Gino Paoli, Maurizio Crozza ed Enzo Jannacci (replica) | Claudio Villa                          | 3.217.000      | 19,26% | [ 63 ] |
| 64      | 19 agosto     | Gelosia e tradimenti                              | Puntata dedicata alla gelosia e al tradimento attraverso sketch comici (replica)                              | Claudio Baglioni                       | 2.706.000      | 17,60% | [ 64 ] |
| 65      | 20 agosto     | Ornella e Gino - Raccontiamoci                    | Puntata dedicata a Ornella Vanoni e Gino Paoli (replica)                                                      | N.D.                                   | 2.824.000      | 16,62% | [ 65 ] |
| 66      | 21 agosto     | —                                                 | Puntata dedicata a Antonella Clerici, Ivan Graziani, Aldo Fabrizi e Patty Pravo (replica)                     | Renato Zero                            | 3.805.000      | 20,04% | [ 66 ] |
| 67      | 22 agosto     | —                                                 | Puntata dedicata a Il Trio, Peppino De Filippo, Milva e Toto Cutugno (replica)                                | Raffaele Pisu e Provolino              | 3.785.000      | 20,35% | [ 67 ] |
| 68      | 23 agosto     | Le meteore                                        | Puntata dedicata ai dimenticati indimenticabili (replica)                                                     | Sheila & B. Devotion                   | 3.922.000      | 22,18% | [ 68 ] |
| 69      | 24 agosto     | —                                                 | Puntata dedicata a Mike Bongiorno, Mino Reitano, Fabio Fazio e Arisa (replica)                                | Enrico Montesano                       | 3.599.000      | 19,35% | [ 69 ] |
| 70      | 26 agosto     | Canzoni d'estate                                  | Puntata dedicata alle canzoni estive                                                                          | N.D.                                   | 3.238.000      | 19,76% | [ 70 ] |
| 71      | 27 agosto     | Dori e Fabrizio - Furono baci e furono sorrisi    | Puntata dedicata a Dori Ghezzi e Fabrizio De André                                                            | N.D.                                   | 3.381.000      | 18,73% | [ 71 ] |
| 72      | 29 agosto     | —                                                 | Puntata dedicata a Franco Califano, Gabriella Ferri e Gigi Marzullo                                           | Renato Zero                            | 3.548.000      | 18,00% | [ 72 ] |
| 73      | 30 agosto     | —                                                 | Puntata dedicata a Loretta Goggi, Mango e Christian De Sica                                                   | Bobby Solo                             | 3.758.000      | 19,02% | [ 73 ] |
| 74      | 1º settembre  | —                                                 | Puntata dedicata a Johnny Dorelli, Corrado e Angela Luce                                                      | Drupi                                  | 3.852.000      | 19,20% | [ 74 ] |
| 75      | 3 settembre   | Sophia e Marcello - Ieri, oggi e... per sempre    | Puntata dedicata a Sophia Loren e Marcello Mastroianni                                                        | N.D.                                   | 3.786.000      | 18,96% | [ 75 ] |
| 76      | 4 settembre   | —                                                 | Puntata dedicata a Piero Chiambretti, Arisa e Raoul Casadei                                                   | Elettra Morini e Antonio Gades         | 4.277.000      | 18,68% | [ 76 ] |
| 77      | 7 settembre   | Chissà dove sta Zazà                              | Puntata dedicata ai personaggi del Bagaglino                                                                  | Enrico Montesano                       | 3.971.000      | 17,48% | [ 77 ] |
| 78      | 8 settembre   | Mina e Raffaella - Le stelle del sabato sera      | Puntata speciale in prima serata dedicata a Mina e a Raffaella Carrà                                          | N.D.                                   | 4.157.000      | 19,43% | [ 78 ] |
| 79      | 9 settembre   | Monica e Alberto - La commedia dell'amore         | Puntata dedicata a Monica Vitti e Alberto Sordi                                                               | N.D.                                   | 3.924.000      | 20,20% |        |
| 80      | 10 settembre  | Comici in tv                                      | Puntata dedicata alla comicità in televisione                                                                 | N.D.                                   | 4.285.000      | 18,79% |        |
| 81      | 11 settembre  | Pooh - Messaggeri d'amore                         | Puntata dedicata ai Pooh                                                                                      | N.D.                                   | 4.505.000      | 18,17% |        |
| 82      | 12 settembre  | —                                                 | Puntata dedicata a Fiorello, Gianni Morandi ed Enrico Ruggeri                                                 | Tiziano Ferro                          | 4.342.000      | 17,80% | [ 79 ] |
| 83      | 13 settembre  | —                                                 | Puntata dedicata ai The Rokes, Giorgio Panariello e Giorgia                                                   | Rino Gaetano                           | 3.996.000      | 16,56% |        |
| 84      | 14 settembre  | —                                                 | Puntata dedicata a Franco Franchi e Ciccio Ingrassia, Nada e Antonello Venditti                               | Memo Remigi                            | 4.441.000      | 18,60% |        |
| 85      | 15 settembre  | Tony & Julio Superstars                           | Puntata dedicata a Tony Renis e Julio Iglesias                                                                | N.D.                                   | 4.239.000      | 18,44% |        |
| 86      | 16 settembre  | Claudia e Adriano - Una vita d'amore              | Puntata dedicata a Claudia Mori e Adriano Celentano                                                           | N.D.                                   | 4.533.000      | 22,08% |        |
| 87      | 17 settembre  | Totò - La felicità                                | Puntata dedicata a Totò (replica)                                                                             | N.D.                                   | 4.613.000      | 20,03% |        |
| 88      | 18 settembre  | Brividi di cuore                                  | Puntata dedicata a Lucio Dalla (replica)                                                                      | N.D.                                   | 4.959.000      | 19,14% |        |
| 89      | 19 settembre  | —                                                 | Puntata dedicata a Fausto Leali, Sandra Mondaini, Raimondo Vianello e Gianna Nannini                          | Carmen Villani                         | 4.815.000      | 18,89% |        |
| 90      | 20 settembre  | Claudio Baglioni - Io sono qui                    | Puntata dedicata a Claudio Baglioni (replica)                                                                 | N.D.                                   | 4.335.000      | 16,95% |        |
| 91      | 21 settembre  | Fortemente Mia                                    | Puntata dedicata a Mia Martini (replica)                                                                      | N.D.                                   | 4.535.000      | 18,43% |        |
| 92      | 22 settembre  | Sensazioni d'amore                                | Puntata dedicata a Lucio Battisti (replica)                                                                   | N.D.                                   | 4.700.000      | 19,79% | [ 80 ] |
| 93      | 23 settembre  | —                                                 | Puntata dedicata a Renato Zero, Catherine Spaak e Lina Sastri                                                 | Pierangelo Bertoli e Fiorella Mannoia  | 4.220.000      | 20,24% | [ 81 ] |